# Lurs kyrka

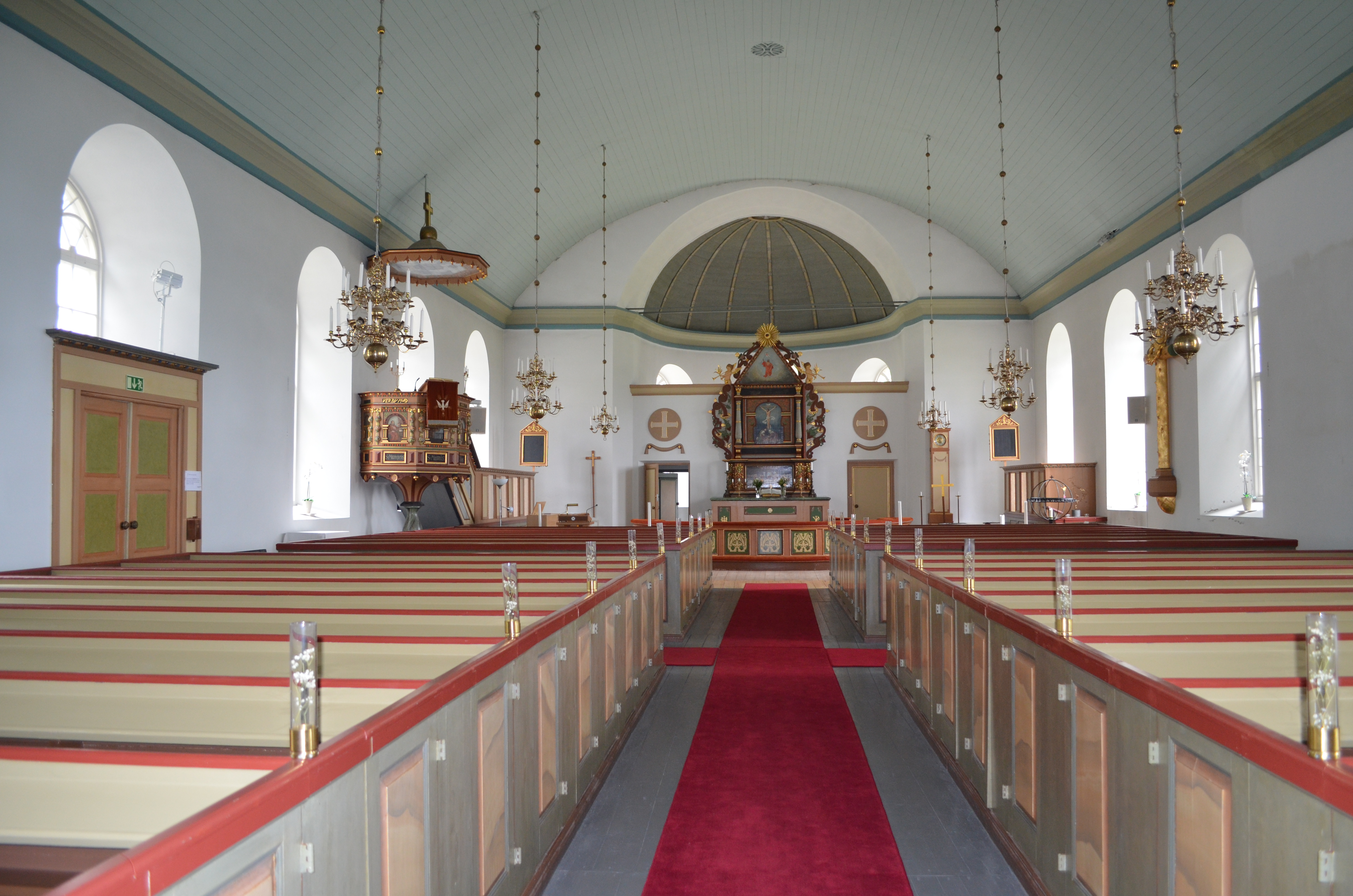
Lur kyrkas Kyrkosal

Lurs kyrka är en kyrkobyggnad i Lurs församling i Göteborgs stift. Den ligger i kyrkbyn Lur i Tanums kommun. Området runt kyrkan är rikt på fornlämningar.

## Kyrkobyggnaden
Nuvarande kyrka, som invigdes 1862-68, är uppförd i nyklassicistisk stil. En medeltida föregångare har legat strax sydväst om den nuvarande. Byggnadsmaterial i den nya kyrkan kan eventuellt delvis vara hämtat från den äldre kyrkan.
Ritningarna är gjorda av arkitekt Johan Erik Söderlund. Kyrkan har en stomme av sten och består av ett rektangulärt långhus med halvrund korutbyggnad i öster. Sakristian är inrymd i korutbyggnaden och avskiljs från övriga kyrkorummet med ett skrank. Vid långhusets västra sida finns kyrktorn med ingång.

## Inventarier

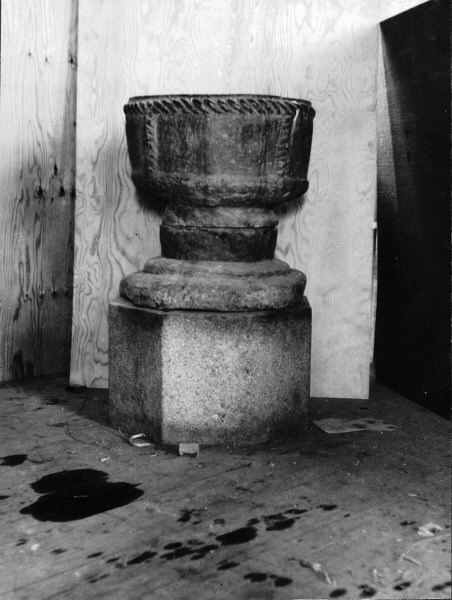
Dopfunt.

- Dopfunt av täljsten från 1200-talet i två delar. Höjd: 57 cm. Cuppan är cylindrisk med ett kort skaft. Upptill finns en repstav och den är avdelad i fyra fält genom vertikala repstavar. Foten saknar dekor. Uttömningshål i funtens centrum. Den tillhör en serie från den norska så kallade Østfold-Markerna-skolan och har inga större skador.[1]
- Predikstolen från 1600-talet har åttakantig korg och åttakantigt ljudtak.
- Altaruppsatsen i barockstil är från 1600-talet.
- Orgeln är tillverkad 1891 av Magnussons Orgelbyggeri.